# Ocàs

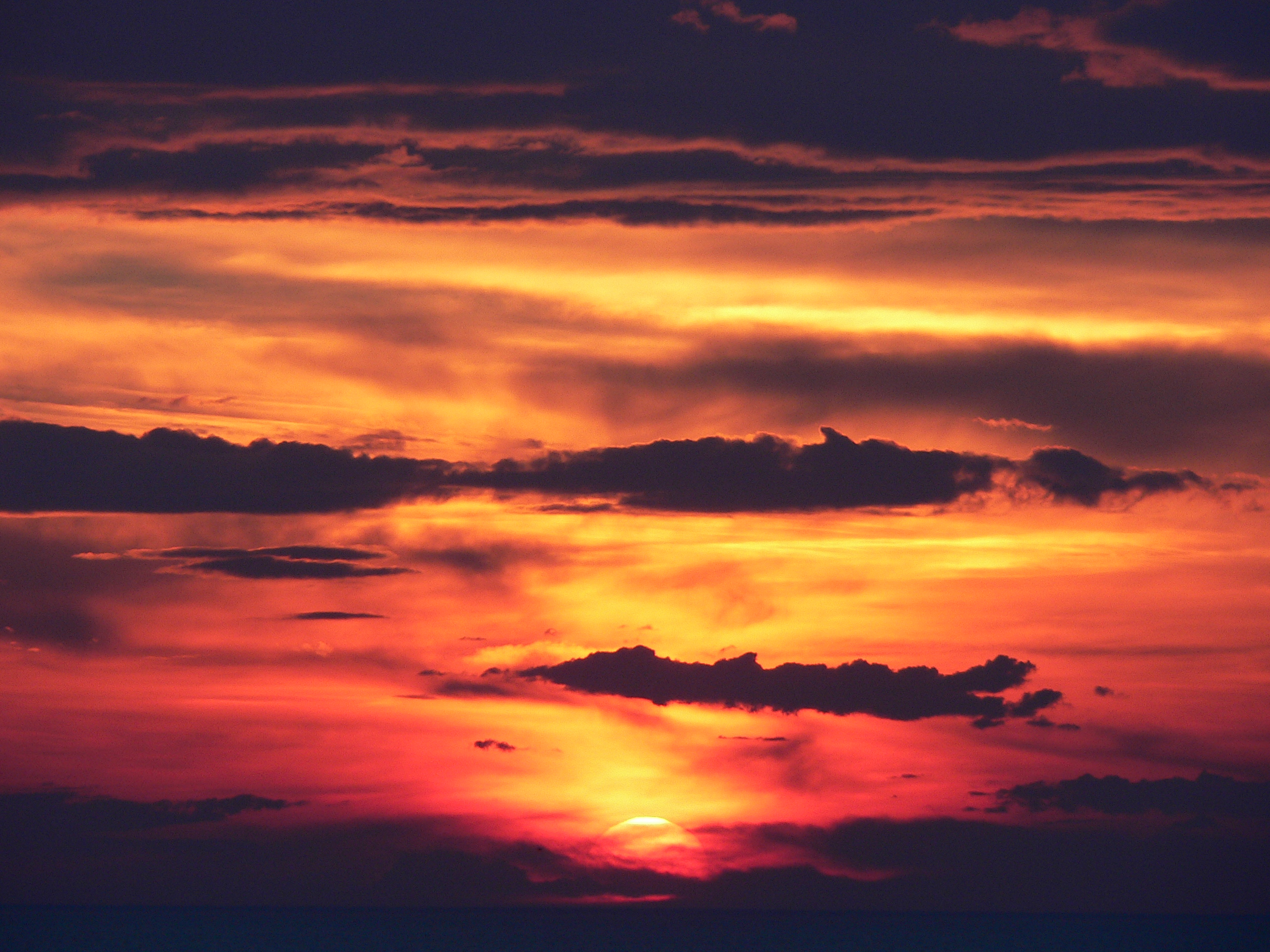
Un roig ocàs a Biarritz.

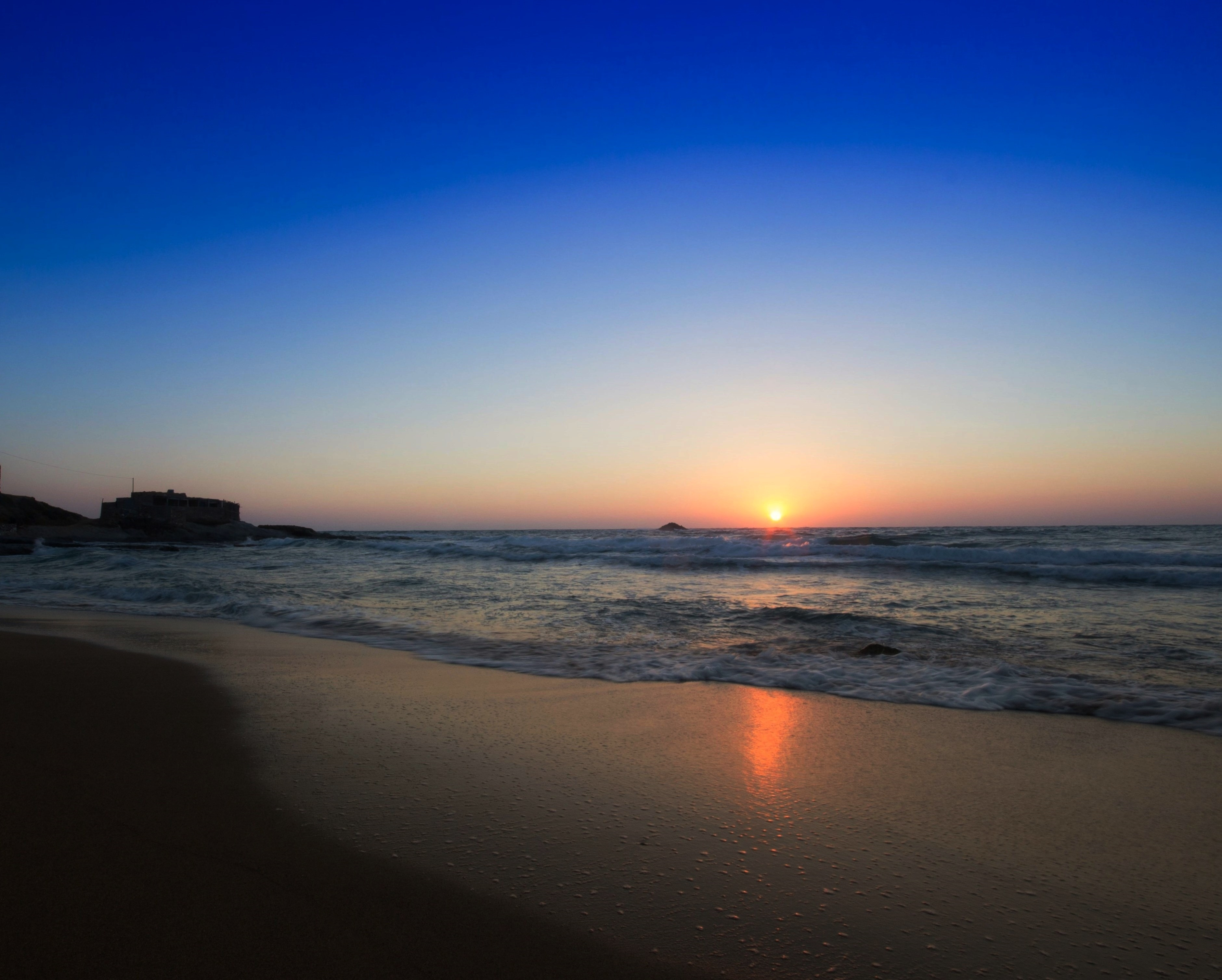
Un roig ocàs a Rif, Marroc.

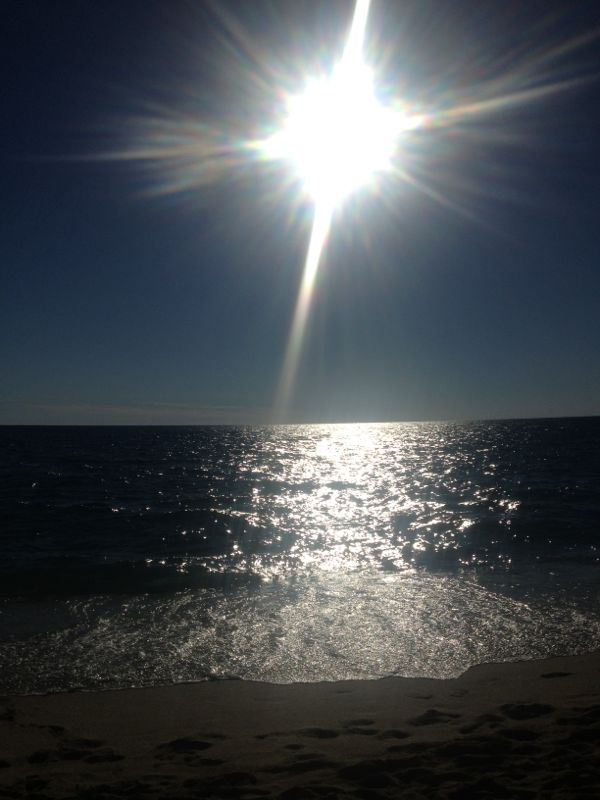
Posta del sol a la mar, Alanya.

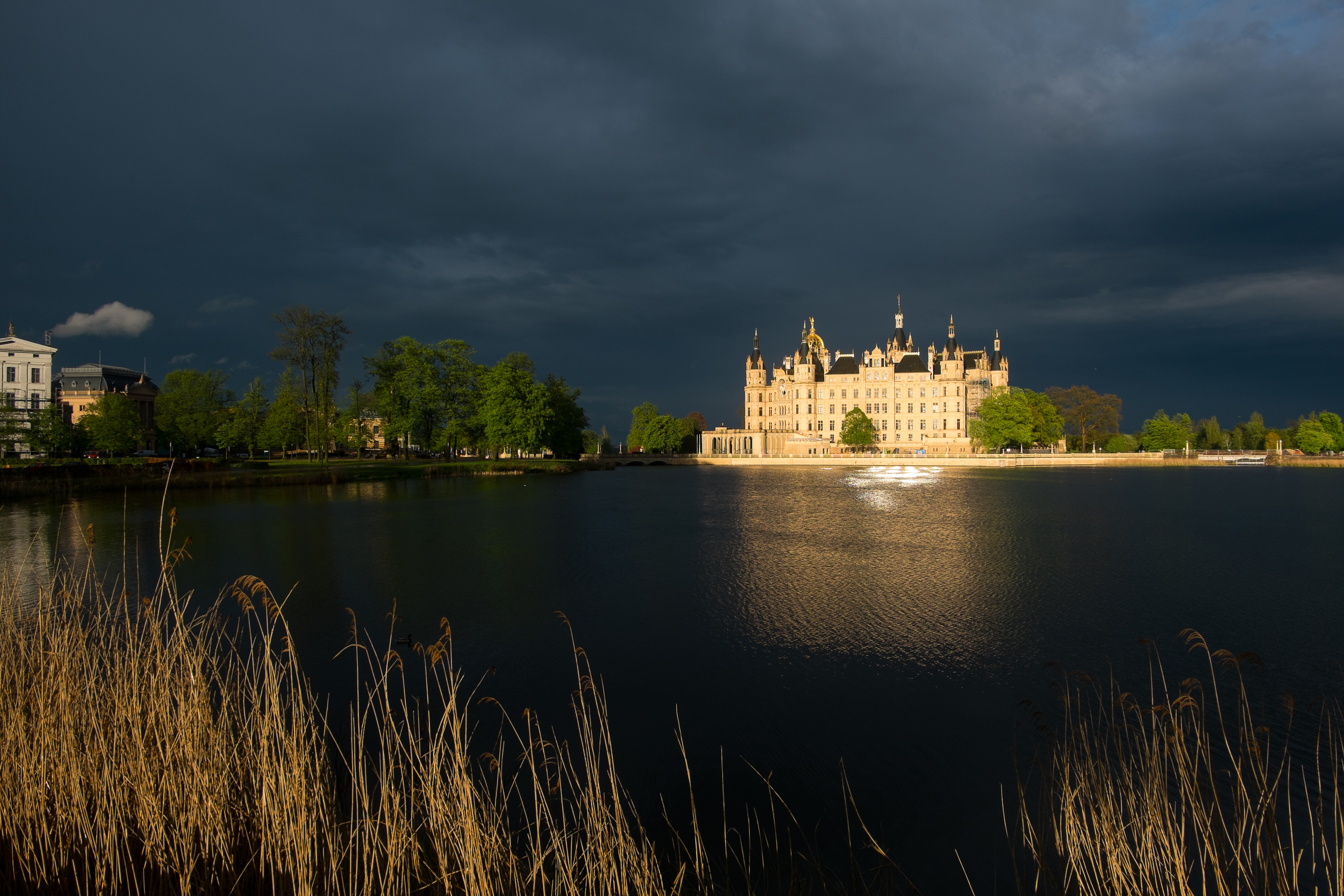
El Palau Schwerin a l'ocàs.

Un astre, i el Sol en particular, està en l'ocàs quan travessa el pla de l'horitzó i passa del nostre hemisferi visible al no visible. És a dir, quan la seva altura és zero, passant de positiva a negativa. Per al Sol, això determina la fi del dia.
L'hora de la posta de sol es defineix en astronomia com el moment en el qual la vora superior del disc del Sol desapareix sota de l'horitzó. La trajectòria dels raigs de la llum del sol ponent està molt distorsionada prop de l'horitzó a causa de la refracció atmosfèrica, de manera que l'ocàs sembla ocórrer quan el disc del Sol ja està prop d'un diàmetre per sota de l'horitzó. L'ocàs és diferent de la foscor, la qual és el temps en què el cel es torna completament a les fosques, i que es produeix quan el Sol està aproximadament divuit graus per sota de l'horitzó. El període entre l'ocàs i la foscor es diu crepuscle.
Les estreles circumpolars no tenen ortus ni ocàs.
Amb el transcurs de l'any, el Sol va canviant el lloc per on ix i es pon. Així, en els equinoccis es pon per l'oest i per a l'hemisferi nord en primavera i estiu (declinació positiva) es pon entre el nord i l'oest, mentre en tardor i hivern (declinació negativa) el seu ocàs és entre el sud i l'oest.
La refracció per l'atmosfera dels rajos lluminosos del Sol motiva que vegem llum quan el Sol ja s'ha post: crepuscle vespertí. Dita refracció allarga el dia i acurta la nit.
Mesurat des del migdia, l'ocàs es caracteritza per un angle horari H, on cos(H)=-tan(F)*tan(D), sent F la latitud del lloc i D la declinació solar. L'ortus ocorre a un angle horari -H.

## Etimologia
La paraula ocàs prové del llati occasus, -us, íd.

## Colors
Quan un raig de llum blanca es desplaça per l'atmosfera cap a un observador, alguns dels colors es troben dispersos fora del feix de molècules d'aire i les partícules de l'atmosfera, fent canviar el color final del feix que veu l'espectador.
A causa que els components de longituds d'ona més curtes, com el blau i el verd, es dispersen amb més força, aquests colors s'eliminen preferentment del feix.
A la sortida del sol i l'ocàs, quan el trajecte a través de l'atmosfera és més llarg, els components blau i verd s'eliminen gairebé per complet deixant pas als de major longitud d'ona com els tons de color taronja i vermell. La llum del sol enrogit restant pot ser dispersada per gotes dels núvols i altres partícules relativament grans per il·luminar l'horitzó amb colors vermells i taronja. L'eliminació de les longituds d'ona més curta de la llum es deuen a la Dispersió de Rayleigh per molècules i partícules d'aire molt més petites que la longitud d'ona de la llum visible (menys de 50 nm de diàmetre). La dispersió per les gotetes dels núvols i altres partícules ambdiàmetres comparables o més grans que les longituds d'ones de la llum solar (> 600 nm) es deu a la Dispersió de Mie i no és tan dependent de la longitud d'ona. La dispersió de Mie és la responsable de la llum dispersada pels núvols, i també de l'halo de dia de llum blanca al voltant del Sol (Dispersió cap endavant de la llum blanca). Sense la dispersió de Mie al vespre i l'alba, el cel a l'horitzó només tindria una aparença sense brillantor vermellosa, mentre que la resta del cel seguiria sent blau majoritàriament i de vegades verd.
Els colors de l'ocàs són típicament més brillants que els colors de l'alba, a causa que l'aire de la tarda conté més partícules que l'aire del matí.
La cendra d'erupcions volcàniques atrapada a dins la troposfera, tendeix a emmudir els colors de l'ocàs i de l'alba, mentre que les ejeccions volcàniques dins l'estratosfera (com són les fines gotetes d'àcid sulfúric), poden donar bells colors post-ocàs i abans de l'alba. Un gran nobre d'erupcions, incloent les del Mont Pinatubo el 1991 i el Krakatoa el 1883, han produït suficient núvols d'àcid sulfúric per donar intenses brillantors post-ocàs i pre-alba.
De vegades, abans de l'alba o després de l'ocàs es pot veure un flash verd.